# Григорьев, Алексей Васильевич
Алексе́й Васи́льевич Григо́рьев (23 января [4 февраля] 1860 — 6 [19] января 1916) — русский микробиолог, патологоанатом и судебный медик, профессор Московского и Варшавского университетов и Санкт-Петербургской медико-хирургической академии.

## Биография
Родился 23 января (4 февраля) 1860 года в обедневшей дворянской семье, в селе Пойма Чембарского уезда Пензенской губернии. Окончил Пензенскую гимназию в 1878 году и поступил в Санкт-Петербургскую медико-хирургическую академию. Окончив академию с отличием в 1883 году, был оставлен в ней для подготовки к профессуре. Работал в терапевтической клинике профессора Д. И. Кошлакова и в патолого-анатомическом кабинете у Н. П. Ивановского. Первая его работа, написанная в 1885 году была посвящена микроорганизмам кумыса и их бродильным свойствам. В 1886 году он защитил докторскую диссертацию «Материалы к учению о бугорчатке».
С 1887 года он работал в Варшаве — в Уяздовском военном госпитале, сначала ординатором, с 1890 года — прозектором. Одновременно в 1887—1890 годах он заведовал оспенным телятником Варшавского военного округа. В 1891 году появилась наиболее значительная его работа «О микроорганизмах при дизентериях», принесшая ему мировую известность и приоритет в открытии возбудителя бактериальной дизентерии, получившей название палочки Григорьева-Шиги (японский учёный обнаружил и подробно описал его в 1897 году).
В 1892—1894 годах он стажировался по судебной медицине у профессоров Дитриха в Праге и Гофмана в Вене; в Париже был у И. И. Мечникова и Э. Ру, в Берлине — у М. Рубнера, в Вюрцбурге — у Р. Вирхова.
В 1895—1897 годах — приват-доцент патологической анатомии с патологической гистологией Военно-медицинской академии. С 1897 года — экстраординарный профессор кафедры судебной медицины Варшавского университета, с 1902 года — ординарный профессор этой кафедры. В 1911 году переведён в Московский университет — ординарным профессором медицинского факультета, но в 1912 году до конца своей жизни стал заведовать кафедрой судебной медицины Военно-медицинской академии и отдельной клиникой при клиническом госпитале.
Он также изучал вопросы этиологии и патогенеза других инфекционных заболеваний: бешенства, холеры, пузырчатки; исследовал морфологию и физиологию микробных клеток и методы их окраски, подробно описал процесс образования спор у бацилл и прорастания их в вегетативные формы (1885), высказал предположение, что тельца Негри — это оболочки (капсулы), формирующиеся вокруг возбудителя бешенства. Он занимался судебно-медицинским исследованием вещественных доказательств (исследование способов приготовления и применения сыворотки при реакции Чистовича—Уленгута для установления видовой принадлежности крови и др.).
Был произведён в действительные статские советники 6 декабря 1913 года. Был награждён орденами Св. Анны 2-й ст. (1906), Св. Владимира 4-й ст. (1911), Св. Станислава 1-й ст. (1915).
В 1914 году был избран первым председателем Общества судебных медиков в Петрограде, был экспертом по судебно-медицинской части Медицинского совета при министерстве внутренних дел. Активно участвовал в организации и проведении Пироговских съездов, в работе Междуведомственной комиссии по пересмотру врачебно-санитарного законодательства России. Сохранилась его объяснительная записка «К проекту устройства судебно-медицинских институтов».
Скоропостижно скончался в Петрограде 6 (19) января 1916 года.